# Pawel Wassiljewitsch Suljandsiga

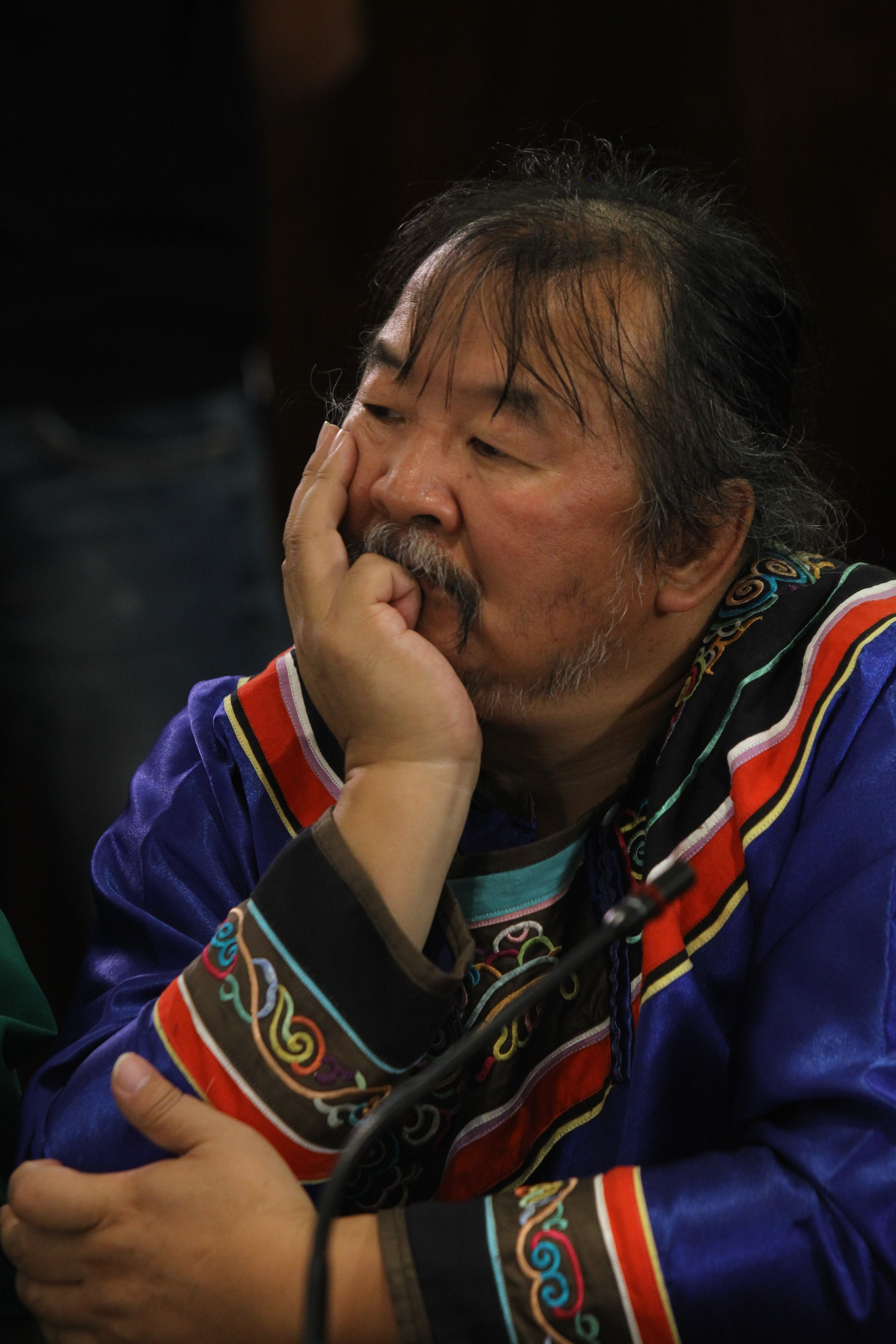
Pawel Suljandsiga

Pawel Wassiljewitsch Suljandsiga (russisch Павел Васильевич Сулянздига, englische Schreibweise: Pavel Sulyandziga; * 20. Februar 1962 in Olon, Rajon Poscharski, Region Primorje) ist ein russischer Aktivist für die Rechte der indigenen Völker des russischen Nordens. Er entstammt der Ethnie der Udege. Suljandsiga ist Mitglied der Gesellschaftlichen Kammer Russlands und der UN-Arbeitsgruppe über Menschenrechte und transnationale Konzerne (Working Group on the issue of human rights and transnational corporations and other business enterprises).

## Biographie
Suljandsiga studierte Anfang der 1980er Jahre am Staatlichen Pädagogischen Institut Chabarowsk (heute Staatliche Universität Ferner Osten). Von 1984 bis 1987 war er unter anderem als Mathematiklehrer und stellvertretender Schulleiter tätig. Zwischen 1987 und 1991 war er Vorsitzender des Exekutivkomitees des Rates der Volksdeputierten. Von 1994 bis 1997 war Suljandsiga Berater des Gouverneurs der Region Primorje bezüglich der Fragen indigener Völker.
Bis 2010 war er zudem erster Vizepräsident der Assoziation der indigenen kleinen Völker des russischen Nordens und Mitglied des Ständigen UN-Forums für indigene Angelegenheiten.
Suljandsiga stammt aus der Bikin-Region, in unmittelbarer Nachbarschaft des 2001 zum UNESCO-Weltnaturerbe deklarierten Sichote-Alin-Naturreservats. Das Bikin-Tal selbst ist dicht bewaldet und damit für die Holzindustrie von großem Interesse, gleichzeitig ist es einer der letzten Lebensräume des Amur-Tigers. Am Ende der 80er Jahre hatte Suljandsiga wesentlichen Anteil daran, die indigene Udege-Bevölkerung und russische Ökologen zum Widerstand gegen den Holzeinschlag durch ein russisch-koreanisches Joint-Venture unter Beteiligung Hyundais zu mobilisieren. Der Widerstand war zunächst erfolgreich, jedoch flammte die Auseinandersetzung um den Schutz der Bikin-Wälder immer wieder auf.
Wie die russische Zeitung „Nowaja gaseta“ am 3. Mai 2017 unter Berufung auf die Homepage der Partei „Jabloko“ mitteilt, wurde Suljandsiga vom russischen Geheimdienst gezwungen, um politisches Asyl in den USA anzusuchen, was dieser auch von amerikanischen Boden auch tat. Wie die Seite der autochthonen Völker des Norden Russlands (etnic.ru) mitteilt, plant S. in der Emigration die Errichtung eines Zentrums der bedrohten russischen Völker.